# Viva Zapata!
Viva Zapata! (titlul original: în engleză Viva Zapata!) este un film dramatic american, realizat în 1952 de regizorul Elia Kazan, conținând elemente biografice din viața eroului revoluției mexicane, Emiliano Zapata. Acțiunea filmului începe din anul precedent izbucnirii revoluției și ține până la moartea revoluționarului, în anul 1919. Protagoniștii filmului sunt actorii Marlon Brando, Jean Peters, Anthony Quinn, Joseph Wiseman. 

## Conținut
În anul 1909, reprezentanții fermierilor și lucrătorilor agricoli, cer președintelui mexican Diaz să le înapoieze pământurile care erau proprietatea lor, dovedită cu acte și luate pe nedrept. Cu toate acestea armata îi alungă pe fermieri de pe câmpurile lor. Printre aceștia se numără frații Emiliano și Eufemio Zapata, care se refugiază cu alți țărani în munți. Maderos vrea să-l răstoarne pe Diaz, împreună cu Emiliano și cu un alt lider din rândul țăranilor, numit Pancho Villa. Soldații lui Diaz îl arestează pe Emiliano, dar acesta este repede eliberat de alți insurgenți. Ei reușesc să provoace abdicarea dictatorului. Emiliano se poate căsători în sfârșit cu iubita sa Josefa. Dar noul președinte Madero, nu are prea multă putere și nu este autoritar, fiind dependent de generalul reacționar, Huerta...

## Distribuție
- Marlon Brando – Emiliano Zapata
- Jean Peters – Josefa Zapata, soția sa
- Anthony Quinn – Eufemio Zapata, fratele lui Emiliano
- Joseph Wiseman – Fernando Aguirre
- Arnold Moss – Don Nacio
- Alan Reed – Pancho Villa
- Margo – femeia soldat
- Harold Gordon – Francisco Ignacio Madero
- Lou Gilbert – Pablo
- Frank Silvera – Victoriano Huerta
- Florenz Ames – Señor Espejo
- Richard Garrick – bătrânul general
- Fay Roope – președintele Porfirio Díaz
- Mildred Dunnock – Señora Espejo
- Henry Silva – Hernández, un țăran (nemenționat)
- Ross Bagdasarian – ofițerul (nemenționat)
- Abner Biberman – căptanul (nemenționat)
- Jack Carr – aghiotantul lui Huerta (nemenționat)
- Miguel Contreras – un mexican (nemenționat)
- Henry Corden – Ofițerul bătrân (nemenționat)
- Frank DeKova – colonelul Guajardo (nemenționat)
- Fernanda Eliscu – soția lui Fuente (nemenționat)
- Nestor Paiva – noul general (nemenționat)
- Pedro Regas – Innocente (nemenționat)
- Yolanda Mirelez – fata (nemenționat)
- Guy Thomajan – Eduardo (nemenționat)

## Premii și nominalizări
- 1953 - Oscar
  - Premiul Oscar pentru cel mai bun actor în rol secundar lui Anthony Quinn
  - Nominalizare pentru Cel mai bun actor lui Marlon Brando
  - Nominalizare pentru Cel mai bun scenariu original lui John Steinbeck
  - Nominalizare pentru Cele mai bune decoruri lui Lyle R. Wheeler, Leland Fuller, Thomas Little și Claude E. Carpenter
  - Nominalizare pentru Cea mai bună coloană sonoră lui Alex North
- 1953 - Globul de Aur
  - Nominalizare pentru Cea mai bună actriță în rol secundar lui Mildred Dunnock
- 1952 - Festivalul de Film de la Cannes
  - Premiul pentru Cel mai bun actor lui Marlon Brando
  - Nominalizare pentru Palme d'Or lui Elia Kazan
- 1953 - Premiile BAFTA
  - Premiul pentru Cel mai bun actor lui Marlon Brando
  - Nominalizare pentru Cel mai bun film Viva Zapata!

## Lansare
Filmul Viva Zapata! a avut premiera în New York City, New York pe data de 7 februarie 1952.
În România premiera filmului a avut loc la data de 24 martie 1971 în cadrul Tele-Cinematecii pe programul 1 la TVR .